# Pallone d'oro 2002

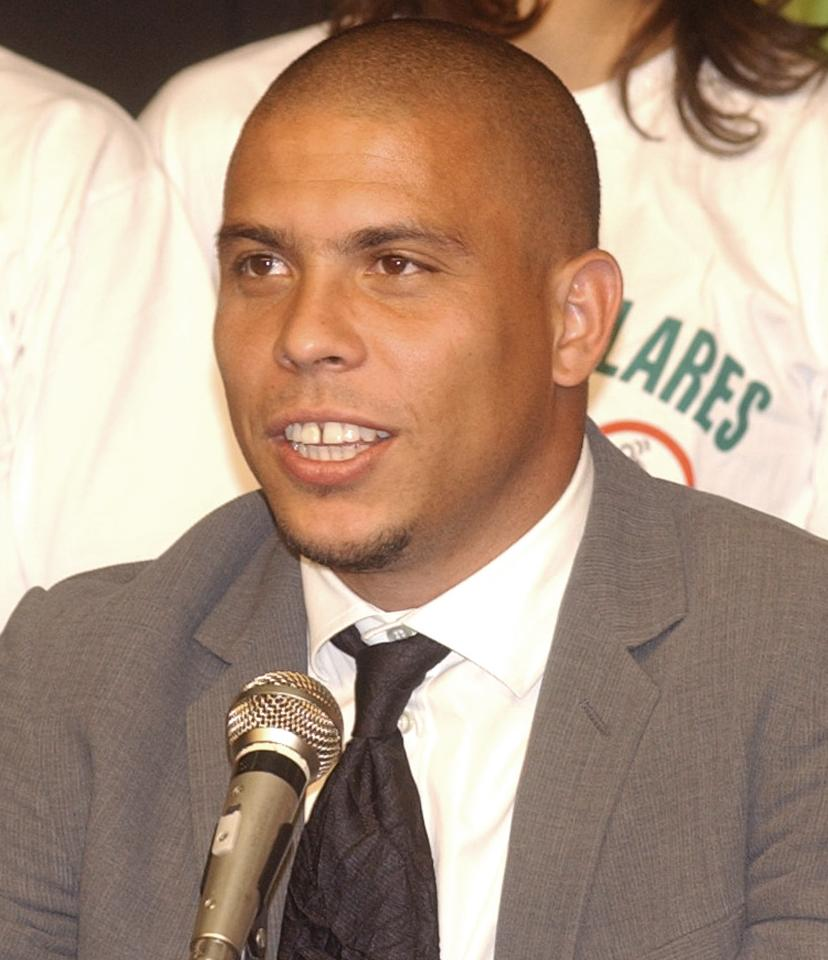
Ronaldo, vincitore del Pallone d'oro 2002

L’edizione 2002 del Pallone d'oro, 47ª edizione del premio calcistico istituito dalla rivista francese France Football, fu vinta dal brasiliano Ronaldo (Inter / Real Madrid).
I giurati che votarono furono 52, provenienti da Albania, Andorra, Armenia, Austria, Azerbaigian, Belgio, Bielorussia, Bosnia ed Erzegovina, Bulgaria, Cipro, Croazia, Danimarca, Estonia, Finlandia, Francia, Galles, Georgia, Germania, Grecia, Inghilterra, Irlanda, Irlanda del Nord, Islanda, Isole Fær Øer, Israele, Italia, Jugoslavia, Kazakistan, Lettonia, Liechtenstein, Lituania, Lussemburgo, Macedonia, Malta, Moldavia, Norvegia, Paesi Bassi, Polonia, Portogallo, Repubblica Ceca, Romania, Russia, San Marino, Scozia, Slovacchia, Slovenia, Spagna, Svezia, Svizzera, Turchia, Ucraina e Ungheria.